# Smal hattmurkla
Smal hattmurkla (Helvella elastica) är en svampart som beskrevs av Bull. 1785. Smal hattmurkla ingår i släktet Helvella och familjen Helvellaceae.  Arten är reproducerande i Sverige. Inga underarter finns listade i Catalogue of Life.

## Källor

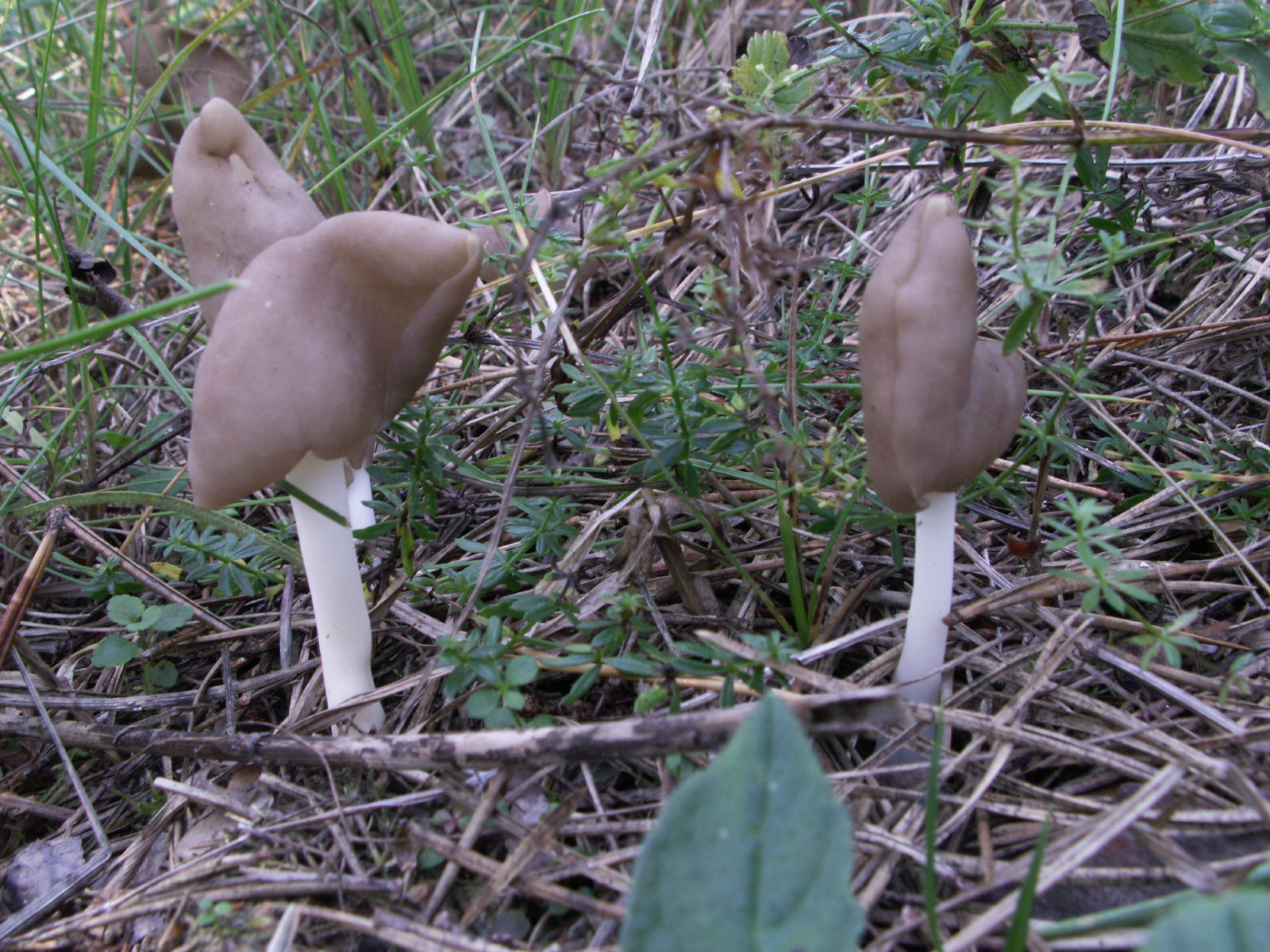
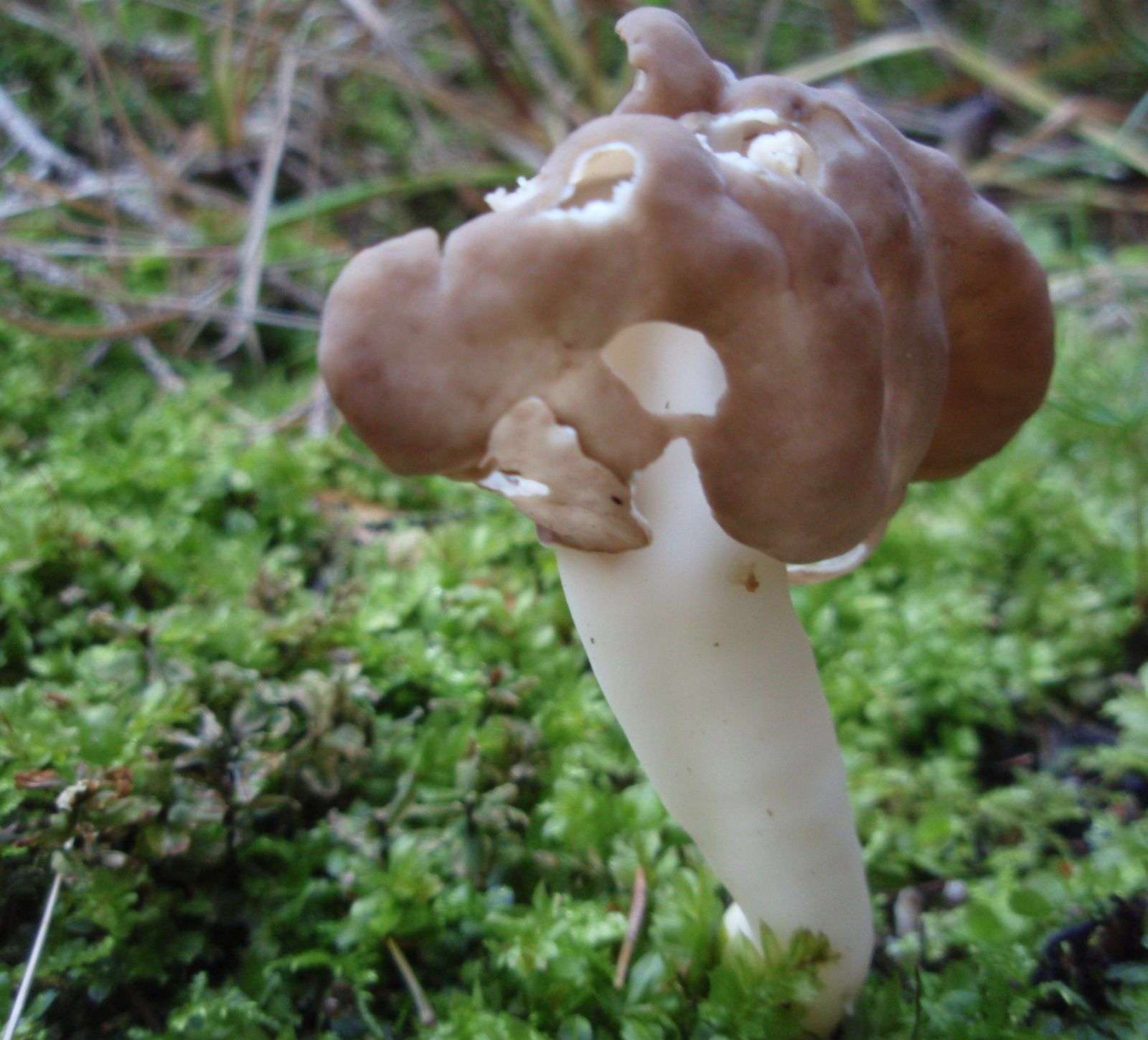